# Will Borgen
William „Will“ Borgen (* 19. Dezember 1996 in Moorhead, Minnesota) ist ein US-amerikanischer Eishockeyspieler, der seit Dezember 2024 bei den New York Rangers aus der National Hockey League unter Vertrag steht. Zuvor war der Verteidiger in der NHL bereits für die Buffalo Sabres und die Seattle Kraken aktiv. Zudem vertrat er das Team USA bei den Olympischen Winterspielen 2018.

## Karriere
Will Borgen besuchte in seiner Jugend die Moorhead High School in seiner Heimatstadt und lief für deren Eishockey-Team in der regionalen High-School-Liga auf. Gegen Ende der Saison 2014/15 wechselte er fest zu den Omaha Lancers in die United States Hockey League, die höchste Juniorenliga des Landes, nachdem er bereits im November 2014 eine Partie für das Team absolviert hatte. In Omaha beendete er die Spielzeit mit insgesamt 21 Einsätzen und wurde anschließend im NHL Entry Draft 2015 an 92. Position von den Buffalo Sabres ausgewählt.
In der Folge schrieb sich Borgen zum Herbst 2015 an der St. Cloud State University ein und begann ein Sportmanagement-Studium in seiner Heimat Minnesota. Parallel dazu lief er fortan für die St. Cloud State Huskies in der National Collegiate Hockey Conference (NCHC) im Spielbetrieb der National Collegiate Athletic Association auf. Bereits als Freshman gewann der Verteidiger mit den Huskies die Meisterschaft der NCHC und wurde darüber hinaus ins NCHC All-Rookie Team des Jahres 2016 gewählt.
Nach der College-Saison 2017/18, in der er als bester defensiver Verteidiger der NCHC ausgezeichnet wurde, unterzeichnete er bei den Buffalo Sabres Ende März 2018 einen Einstiegsvertrag und gab wenige Tage später bei deren Farmteam, den Rochester Americans, in der American Hockey League sein Profidebüt. Für die Sabres stand er in der Folge im März 2019 erstmals in der National Hockey League (NHL) auf dem Eis und blieb dem Franchise bis zum Ende der Saison 2020/21 treu, ehe er im NHL Expansion Draft 2021 von den Seattle Kraken ausgewählt wurde.
In Seattle wiederum war Borgen bis Dezember 2024 aktiv, als er samt einem Dritt- und einem Sechstrunden-Wahlrecht im NHL Entry Draft 2025 an die New York Rangers abgegeben wurde. Im Gegenzug erhielten die Kraken Kaapo Kakko. Bei den Rangers unterzeichnete Borgen im Januar 2025 einen neuen Fünfjahresvertrag, der ihm mit Beginn der Saison 2025/26 ein durchschnittliches Jahresgehalt von 4,1 Millionen US-Dollar einbringen soll.

### International
Sein Debüt auf internationaler Ebene gab Borgen mit der U20-Nationalmannschaft bei der U20-Weltmeisterschaft 2016, wobei der Verteidiger mit dem Team die Bronzemedaille gewann. Ende Dezember 2017 wurde er ins Aufgebot der USA für die Olympischen Winterspiele 2018 berufen. Dabei profitierte er von der Entscheidung der National Hockey League, die Saison für diese Olympiade nicht zu unterbrechen und ihre Spieler somit für eine Teilnahme zu sperren. Er hatte noch keinen Vertrag bei den Buffalo Sabres unterzeichnet und war einer von vier College-Spielern im Team. Schließlich belegte die US-amerikanische Auswahl den siebten Platz in Pyeongchang, wobei Borgen als einziger Feldspieler ohne Einsatz blieb.

## Erfolge und Auszeichnungen
- 2016 Bronzemedaille bei der U20-Weltmeisterschaft
- 2016 NCHC-Meisterschaft mit der St. Cloud State University
- 2016 NCHC All-Rookie Team
- 2018 Bester defensiver Verteidiger der NCHC

## Karrierestatistik
Stand: Ende der Saison 2024/25

### International
Vertrat die USA bei:
- U20-Weltmeisterschaft 2016
- Olympischen Winterspielen 2018

(Legende zur Spielerstatistik: Sp oder GP = absolvierte Spiele; T oder G = erzielte Tore; V oder A = erzielte Assists; Pkt oder Pts = erzielte Scorerpunkte; SM oder PIM = erhaltene Strafminuten; +/− = Plus/Minus-Bilanz; PP = erzielte Überzahltore; SH = erzielte Unterzahltore; GW = erzielte Siegtore; 1 Play-downs/Relegation; Kursiv: Statistik nicht vollständig)